# Fillinger Lipót
Fillinger Lipót (Győr, 1788. október 1. (keresztelés) – Pest, 1844. december 7.) teológiai doktor, egyetemi tanár, a Magyar Tudományos Akadémia levelező tagja.

## Élete
Fillinger Lipót és Span Barbara gyermekeként született. Fiatalon katolikus pap lett, a pesti központi papnevelőintézet növendéke volt. 1811-ben a teológia doktorává avatták; kápláni és plébánosi hivatalt viselt egyházmegyéjében; azután a győri papnevelőházban 19 évig a teológia tanítója, 1833-tól pedig a pesti egyetemen a görög nyelv, hermeneutika és az újtestamentumi exegesisnek professzora volt. Terjedelmes nyelvtudománya, különösen pedig a bibliai nyelvekben való ritka jártassága bírta rá a Magyar Tudományos Akadémiát, hogy 1834. november 8.-án levelező tagjának válassza. 1843–1844-ben az egyetem rektora volt. Egyéb közhasznú alapítványain kívül nagy becsű könyvtára egy részét az egyetemi könyvtárnak hagyta.

## Munkái
- Assertiones ex universa theologia… m. aug. 1811. Pestini.
- Kézirati munkája: Hermeneutica biblica